# Subles
Subles est une commune française, située dans le département du Calvados en région Normandie, peuplée de 675 habitants (les Sublais).

## Géographie
La commune se trouve dans le pays du Bessin, sur la Drôme. Elle est à une distance de cinq kilomètres de Bayeux sur l'axe router Bayeux-Saint-Lô.
| Ranchy           | Ranchy, Saint-Loup-Hors        | Saint-Loup-Hors  |
| Agy              | Subles                         | Guéron, Arganchy |
| Noron-la-Poterie | Saint-Paul-du-Vernay, Arganchy | Arganchy         |

### Hydrographie
La commune est située dans le bassin Seine-Normandie. Elle est drainée par la Drome, un bras de la Drôme, le Gourguichon, la Drôme et un autre petit cours d'eau,.
La Drôme, d'une longueur de 58 km, prend sa source dans la commune de Souleuvre en Bocage et se jette  dans l'Aure à Maisons, après avoir traversé 26 communes. 

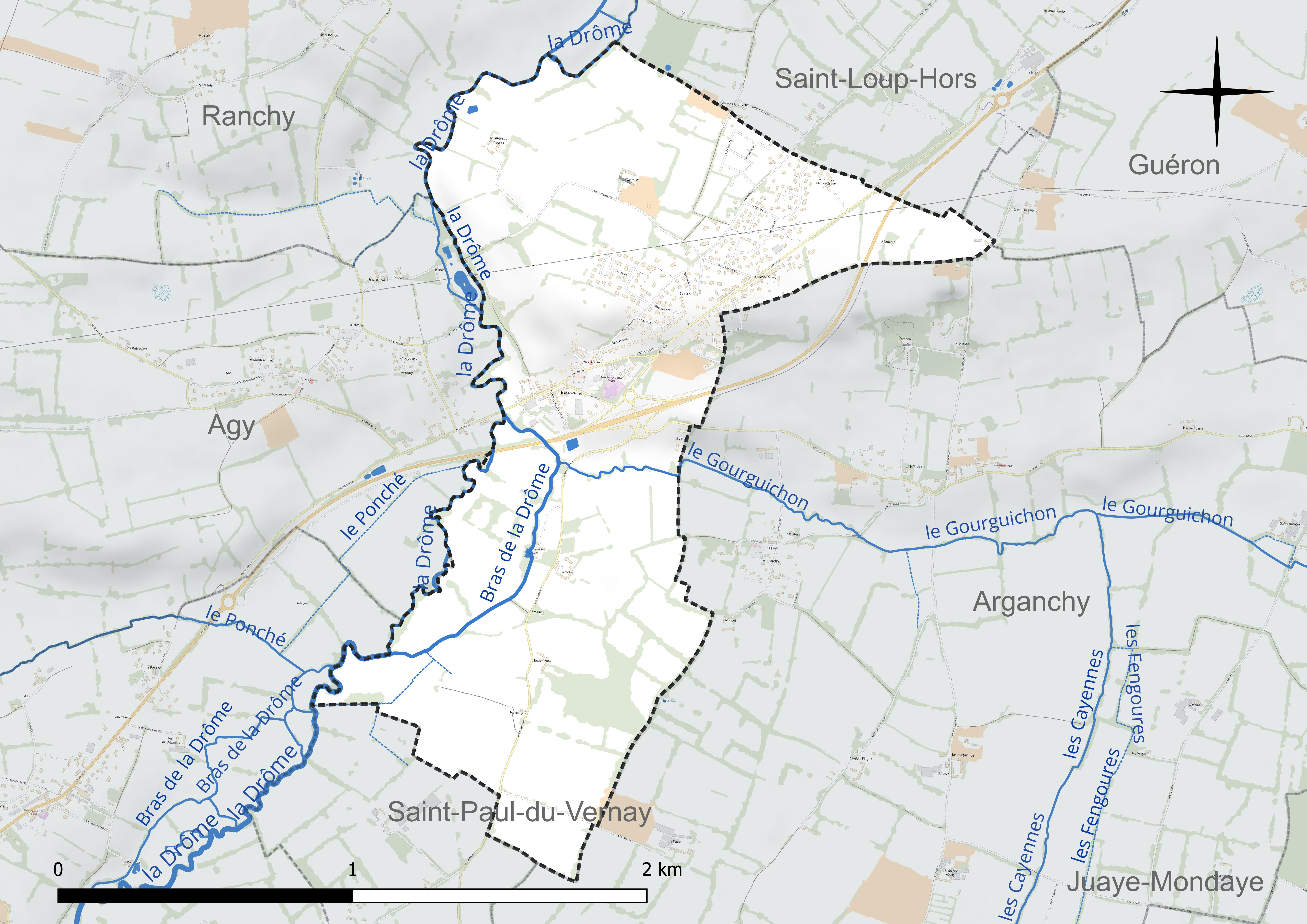
Réseau hydrographique de Subles.

### Climat
Pour des articles plus généraux, voir Climat de la Normandie et Climat du Calvados.
En 2010, le climat de la commune est de type climat océanique franc, selon une étude du CNRS s'appuyant sur une série de données couvrant la période 1971-2000. En 2020, Météo-France publie une typologie des climats de la France métropolitaine dans laquelle la commune est exposée à un climat océanique et est dans la région climatique  Normandie (Cotentin, Orne), caractérisée par une pluviométrie relativement élevée (850 mm/a) et un été frais (15,5 °C) et venté. Parallèlement le GIEC normand, un groupe régional d'experts sur le climat, différencie quant à lui, dans une étude de 2020, trois grands types de climats pour la région Normandie, nuancés à une échelle plus fine par les facteurs géographiques locaux. La commune est, selon ce zonage, exposée à un « climat des plateaux abrités », correspondant à la plaine agricole de Caen à Falaise, sous le vent des collines de Normandie et proche de la mer, se caractérisant par une pluviométrie et des contraintes thermiques modérées.
Pour la période 1971-2000, la température annuelle moyenne est de 10,7 °C, avec  une amplitude thermique annuelle de 11,6 °C. Le cumul annuel moyen de précipitations est de 765 mm, avec 12,5 jours de précipitations en janvier et 7,6 jours en juillet. Pour la période 1991-2020, la température moyenne annuelle observée sur la station météorologique la plus proche, située sur la commune de Balleroy-sur-Drôme à 9 km à vol d'oiseau, est de 11,2 °C et le cumul annuel moyen de précipitations est de 924,3 mm,. Pour l'avenir, les paramètres climatiques de la commune estimés pour 2050 selon différents scénarios d'émission de gaz à effet de serre sont consultables sur un site dédié publié par Météo-France en novembre 2022.

## Urbanisme

### Typologie
Au 1er janvier 2024, Subles est catégorisée bourg rural, selon la nouvelle grille communale de densité à 7 niveaux définie par l'Insee en 2022.
Elle est située hors unité urbaine. Par ailleurs la commune fait partie de l'aire d'attraction de Caen, dont elle est une commune de la couronne,. Cette aire, qui regroupe 296 communes, est catégorisée dans les aires de 200 000 à moins de 700 000 habitants,.

### Occupation des sols
L'occupation des sols de la commune, telle qu'elle ressort de la base de données européenne d'occupation biophysique des sols Corine Land Cover (CLC), est marquée par l'importance des territoires agricoles (81 % en 2018), en diminution par rapport à 1990 (86,2 %). La répartition détaillée en 2018 est la suivante : 
prairies (65,3 %), zones urbanisées (19 %), terres arables (15,8 %). L'évolution de l'occupation des sols de la commune et de ses infrastructures peut être observée sur les différentes représentations cartographiques du territoire : la carte de Cassini (XVIIIe siècle), la carte d'état-major (1820-1866) et les cartes ou photos aériennes de l'IGN pour la période actuelle (1950 à aujourd'hui).

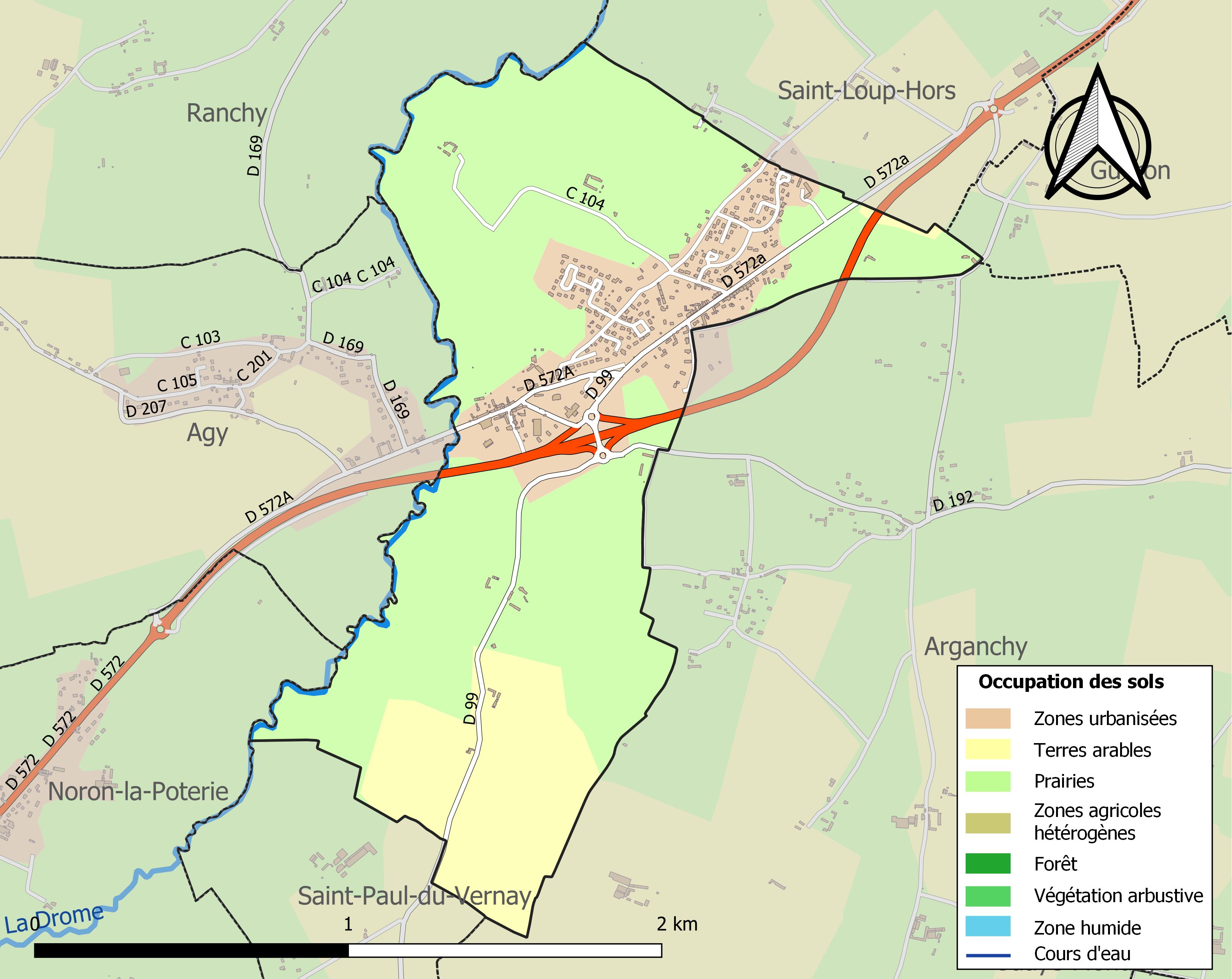
Carte des infrastructures et de l'occupation des sols de la commune en 2018 (CLC).

## Toponymie
Le nom de la localité est attesté sous les formes Subla en 1108 (charte de Saint-Étienne de Caen), Subles en 1233 (charte de Mondaye), Eclia de Subles au XVe siècle, Sublet en 1667 (carte de Sanson), Sables en 1801.

## Histoire
Sous l'ancien Régime la paroisse dépendait de l'élection de Bayeux, de la généralité de Caen. Elle appartenait à la sergenterie de Briquesart.
En 1834, la vente et à la destruction de l'église d'Agy au profit de Subles génèrent une rivalité entre les habitants des deux communes.

## Politique et administration
| Période                                  | Période   | Identité       | Étiquette | Qualité                  |
| ---------------------------------------- | --------- | -------------- | --------- | ------------------------ |
| 1965                                     | 1993      | André Lefèvre  |           |                          |
| 1993                                     | mars 2014 | Jacky Geffroy  | DVD       | Tourneur-fraiseur        |
| mars 2014                                | mai 2020  | Gérard Manach  | SE        | Chargé d'affaires à GRDF |
| mai 2020                                 | En cours  | Thierry Dubosq |           | Chef d'entreprise        |
| Les données manquantes sont à compléter. |           |                |           |                          |

## Démographie
L'évolution du nombre d'habitants est connue à travers les recensements de la population effectués dans la commune depuis 1793. Pour les communes de moins de 10 000 habitants, une enquête de recensement portant sur toute la population est réalisée tous les cinq ans, les populations de référence des années intermédiaires étant quant à elles estimées par interpolation ou extrapolation. Pour la commune, le premier recensement exhaustif entrant dans le cadre du nouveau dispositif a été réalisé en 2004.
En 2022, la commune comptait 675 habitants, en stagnation par rapport à 2016 (Calvados : +1,58 %, France hors Mayotte : +2,11 %).
C'est en 2009 que Subles a atteint son maximum démographique. Le nombre d'habitants avait plafonné à 334 habitants au XIXe siècle avant de redescendre à 187 en 1911.
| 1793 | 1800 | 1806 | 1821 | 1831 | 1836 | 1841 | 1846 | 1851 |
| ---- | ---- | ---- | ---- | ---- | ---- | ---- | ---- | ---- |
| 235  | 237  | 231  | 275  | 334  | 334  | 331  | 334  | 313  |

| 1856 | 1861 | 1866 | 1872 | 1876 | 1881 | 1886 | 1891 | 1896 |
| ---- | ---- | ---- | ---- | ---- | ---- | ---- | ---- | ---- |
| 289  | 303  | 306  | 266  | 270  | 280  | 277  | 289  | 255  |

| 1901 | 1906 | 1911 | 1921 | 1926 | 1931 | 1936 | 1946 | 1954 |
| ---- | ---- | ---- | ---- | ---- | ---- | ---- | ---- | ---- |
| 248  | 209  | 187  | 207  | 210  | 205  | 236  | 237  | 224  |

| 1962 | 1968 | 1975 | 1982 | 1990 | 1999 | 2004 | 2006 | 2009 |
| ---- | ---- | ---- | ---- | ---- | ---- | ---- | ---- | ---- |
| 230  | 220  | 315  | 349  | 574  | 571  | 554  | 551  | 651  |

| 2014 | 2019 | 2022 | - | - | - | - | - | - |
| ---- | ---- | ---- | - | - | - | - | - | - |
| 672  | 666  | 675  | - | - | - | - | - | - |

## Économie
La commune se situe dans la zone géographique des appellations d'origine protégée (AOP) Beurre d'Isigny et Crème d'Isigny.

## Lieux et monuments
- Moulin de Hard, XVIIIe siècle.
- Manoir de Pézerolles, XVIIe siècle.
- Église Saint-Martin, XIVe siècle.
- Pont roman sur la Drôme.
- Maison des Desmant, XVIIIe siècle.
- Four à chaux XIXe siècle.

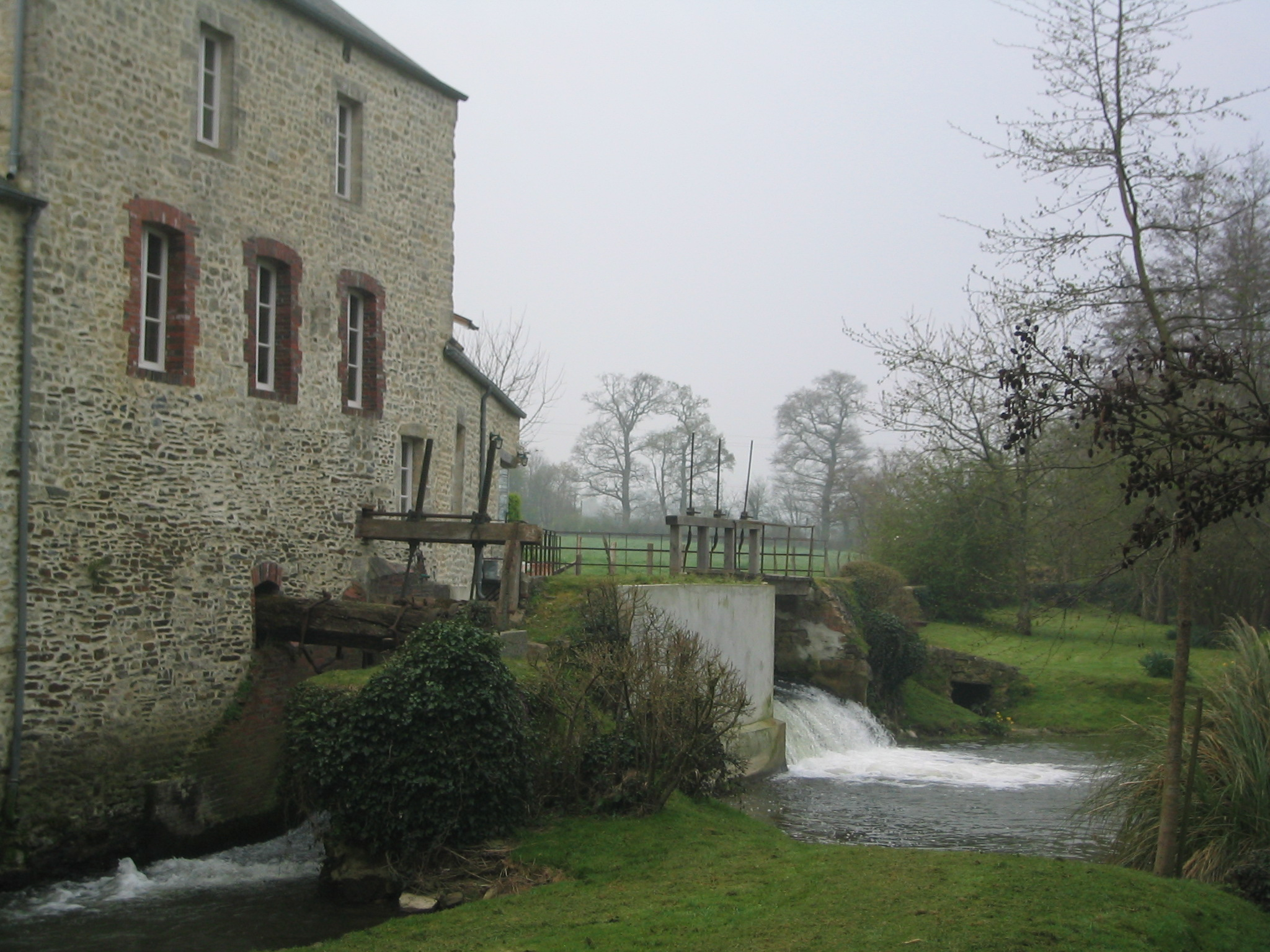
Moulin de Hard.
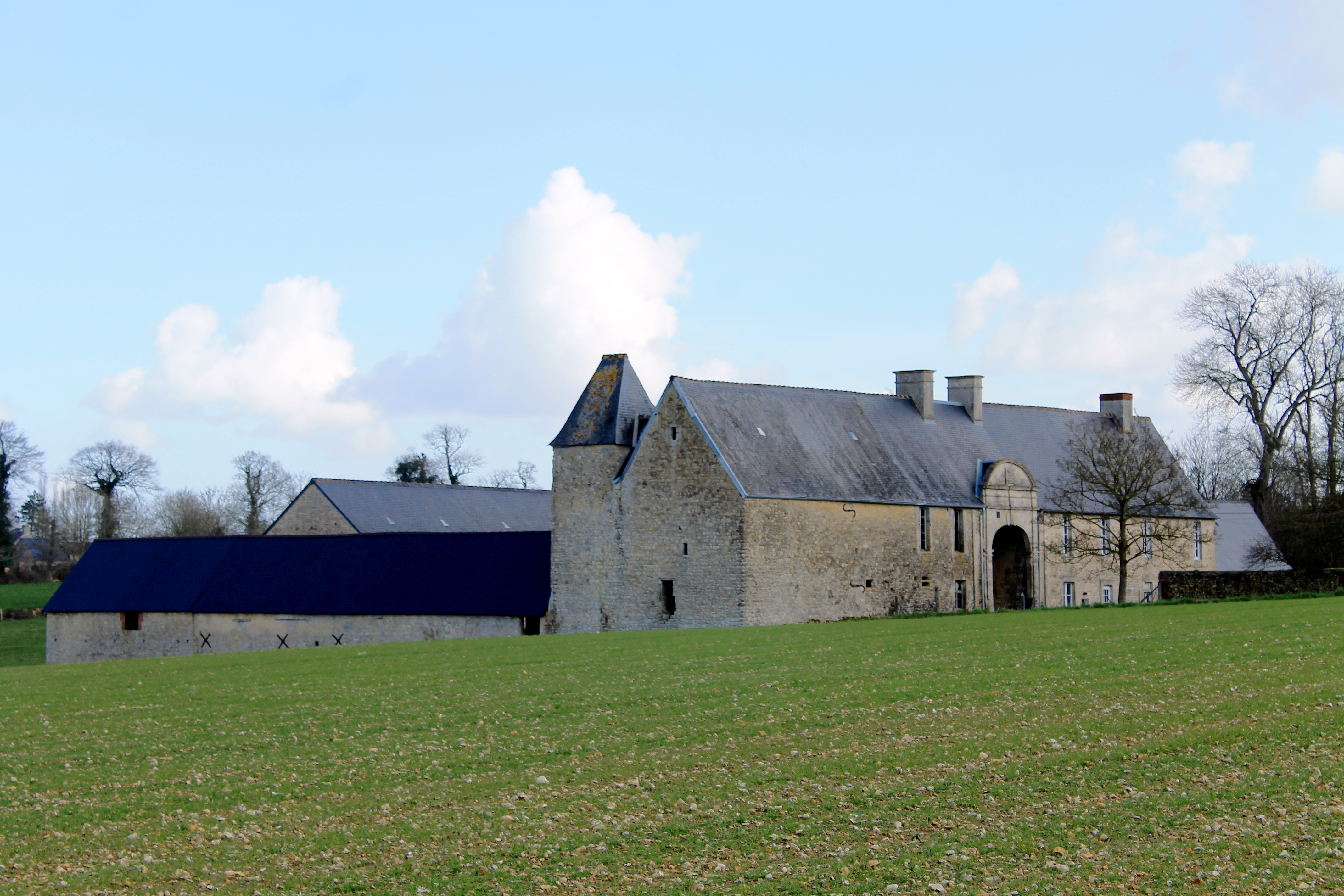
Manoir de Pézerolles.
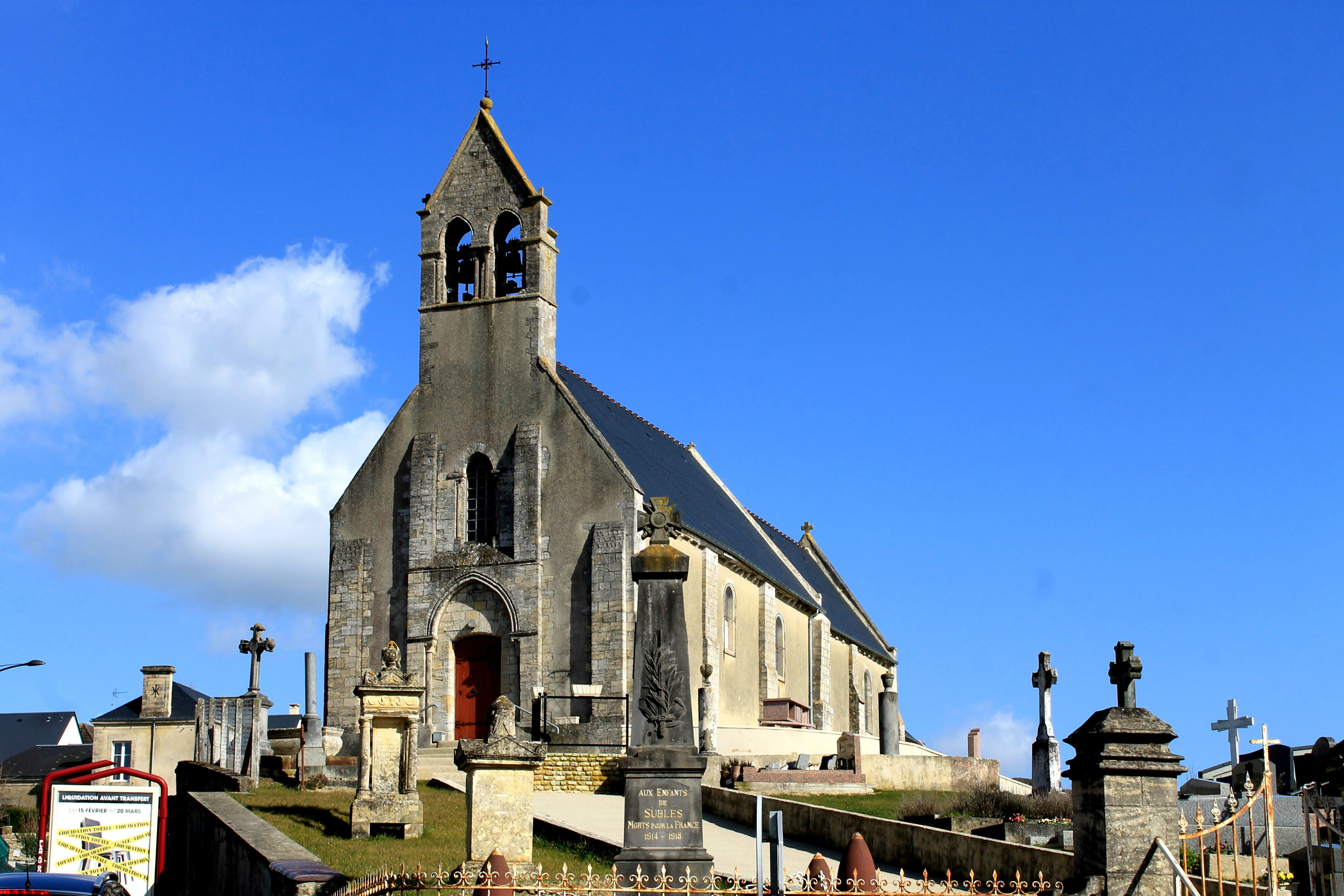
Église Saint-Martin.
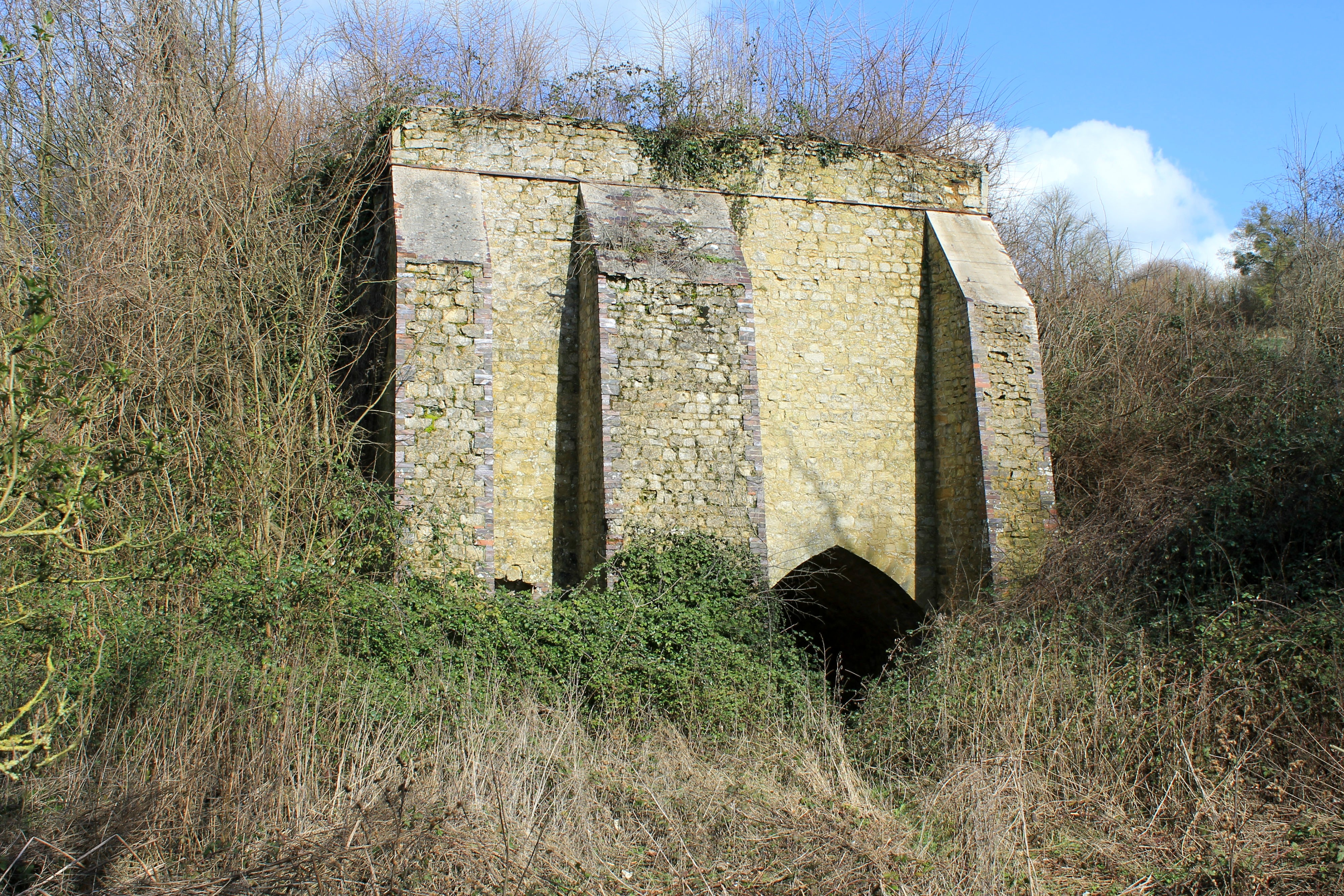
Four à chaux.

## Personnalités liées à la commune
Le céramiste Louis Étienne Desmant (1848-1902) et son fils Lucien Adolphe (1875-1929), actifs à Subles.